# Lagofytonisia
Lagofytonisia är en grupp om tre små öar i Grekland. De ligger sydost om Alonnisos och strax norr om Skantzoura i ögruppen Sporaderna och regionen Thessalien, i den östra delen av landet, 130 km norr om huvudstaden Aten.
Öarna är obebodda och tillhör kommunen Alonnisos. Den nordligaste ön heter Kasidis, den sydligaste och största Polemika och den mellersta Lachanou.